# Postsorteercentrum
Een postsorteercentrum is een plaats waar de post voor een bepaalde regio wordt gesorteerd naargelang zijn bestemming.
Alle post kent op een sorteercentrum twee (soms drie) slagen:
- de 1e sortering of ontvangstsortering, alle post komt 's avonds van de brievenbussen, postagentschappen en businessbalies naar het sorteercentrum en wordt grof gesorteerd op eigen gebied en andere sorteercentra.
- de 2e sortering of verzendsortering wordt de post 's nachts voor het eigen gebied (rayon) fijn gesorteerd.
- de 3e sortering is de huisnummersortering hierbij wordt de post voor de bestellerskantoren met behulp van de sorteerindex op loopvolgorde voor de besteller gesorteerd. Op sommige bestellerskantoren staan hiervoor ook huisnummersorteermachines (HSM), een kleine uitvoering van de SMK zonder OCR-mogelijkheid.

## Sorteercentra in België
- bpost
  - Brussel X
  - Gent X
  - Charleroi X
  - Antwerpen X
  - Luik X

## Sorteercentra in Nederland

### Centra
Er zijn sorteercentra in Alkmaar, Amsterdam, 's-Hertogenbosch, Nieuwegein, Rotterdam en Zwolle.

### Procedure
In een sorteercentrum komt de binnengekomen post op de afdeling Opzetterij terecht. Daar worden de zakken post leeggestort in de SOSMa's, de Schift- Opzet en StempelMachines. Dit zijn machines van het fabricaat NEC uit Japan, die de post semiautomatisch scheiden in machinegeschikte post (tot grootte A5 en max. dikte van 7mm) en overige. De machinegeschikte post wordt in deze machine verder verwerkt, het overige (groter dan A5 en kleine pakjes) wordt met de hand verder "opgezet". 
In de SOSMA wordt eerst alle post netjes op de lange zijde gedraaid en worden stijve- en ongelijke poststukken afgevoerd (culling of schiften), zodat de hoofdafnemer de kaarten en enveloppen een voor een het opzet en stempeldeel in kan voeren. 
In het facer/canceldeel wordt met behulp van vier scanners (UV-licht en streepjescode) gezocht naar postzegel, rode stempel of streepjescode (onder andere ING-bank envelop). Als een postzegel wordt gevonden dan wordt deze gestempeld, voor de overige kenmerken hoeft dat niet. 
Daarna worden de poststukken met kenmerk zodanig gedraaid dat ze allemaal "gekopt" (met het adres leesbaar naar voren) bij de 10 stapelaars komen. In dit stapelmoduul worden meteen de ING- en Belastingdienstenveloppen apart gehouden, tevens zijn er stapelaars voor postzegel-, roodfrankeringenveloppen en actiekaarten; deze laatste kunnen meteen verder verwerkt worden op de bovengenoemde sorteermachines. Poststukken waarop geen kenmerk wordt gevonden worden naar de OMA (Opzet MAchine) gebracht.